# ZDFzeit
ZDFzeit ist eine Dokumentationsreihe des ZDF. Sie zeigt ein breites Spektrum an Themen, dazu zählen unter anderem Dokumentationen über historische Themen wie den Ersten und den Zweiten Weltkrieg, aber auch über aktuelle Themen wie den neuen Berliner Flughafen. Außerdem werden politische, Wirtschafts-, Verbraucher-, Gesundheits- und Boulevardthemen behandelt.
Fester Sendeplatz ist dienstagabends im ZDF. Wiederholungen werden auf ZDFinfo gezeigt. Darüber hinaus sind die Sendungen auch in der ZDF Mediathek abrufbar.
Laut ZDF werden rund 35 Produktionen pro Jahr angeboten bei Durchschnittskosten von ca. 240.000 Euro pro Folge.

## Geschichte
Nach ZDF-History wurde ein zweites Sendeformat mit zeitgeschichtlichen Themen ins Leben gerufen. Der Starttermin war ursprünglich für März 2011 geplant, er wurde aber zweimal verschoben, zuerst auf Herbst 2011 und dann auf Januar 2012. Laut Roman Beuler, dem Redaktionsleiter Zeitgeschehen im ZDF, wollte man das Format noch etwas mehr entwickeln. Ein weiterer Vorteil war auch, dass noch weitere Dokumentationen produziert werden konnten. Die erste Dokumentation mit dem Titel Auf der Jagd nach verlorenen Schätzen befasste sich mit dem am Ende des Zweiten Weltkriegs geraubten Schatz der Wettiner. In den 13 Folgejahren entstanden weitere 390 Episoden, von denen ein Teil trotz Sendungsankündigung zurückgezogen wurde.

## Serien-Folgen
Bei den Folgen handelt es sich meist um voneinander unabhängige Dokumentationen. Innerhalb der Programmmarke gab es jedoch bereits einige Serien.

### Weltenbrand
Die Dokumentationsreihe wurde von Guido Knopp geleitet und besteht in weiten Teilen aus nachkolorierten Filmaufnahmen aus dem Ersten Weltkrieg.
| Folge | Episodentitel  | Erstausstrahlung   |
| ----- | -------------- | ------------------ |
| 1     | Sündenfall     | 18. September 2012 |
| 2     | Fegefeuer      | 25. September 2012 |
| 3     | Völkerschlacht | 2. Oktober 2012    |

### Geheimnisse des Zweiten Weltkriegs
Die Dokumentationsreihe behandelt verschiedene Geschehnisse, Mythen oder Personen aus dem Zweiten Weltkrieg.
| Folge | Episodentitel              | Erstausstrahlung  |
| ----- | -------------------------- | ----------------- |
| 1     | Die Akte Heß               | 6. November 2012  |
| 2     | Das Geheimnis von U 513    | 13. November 2012 |
| 3     | Krankenakte Hitler         | 27. November 2012 |
| 4     | Mythos Alpenfestung        | 4. Dezember 2012  |
| 5     | Stille Nacht in Stalingrad | 11. Dezember 2012 |

### Traumfabrik Königshaus
Die Dokumentationsreihe behandelt verschiedene Geschehnisse und Personen in europäischen Königshäusern.
| Folge | Episodentitel                                 | Erstausstrahlung |
| ----- | --------------------------------------------- | ---------------- |
| 1     | Bye Bye Beatrix                               | 23. April 2013   |
| 2     | Thronwechsel in den Niederlanden              | 30. April 2013   |
| 3     | Spanien – Die Bilanz der Bourbonen            | 7. Mai 2013      |
| 4     | ̈Dänemark – Die heimliche Königin              | 14. Mai 2013     |
| 5     | Schweden – Zu Gast im Palast                  | 4. Juni 2013     |
| 6     | Großbritannien – Die neuen Stars der Windsors | 11. Juni 2013    |

### Königliche Dynastien
Die Dokumentationsreihe befasst sich mit den Licht- und Schattenseiten berühmter europäischer Herrscherfamilien.
| Folge | Episodentitel    | Erstausstrahlung |
| ----- | ---------------- | ---------------- |
| 1     | Die Windsors     | 15. Juli 2014    |
| 2     | Die Habsburger   | 22. Juli 2014    |
| 3     | Die Hohenzollern | 29. Juli 2014    |
| 4     | Die Romanows     | 5. August 2014   |
| 5     | Die Welfen       | 19. Juli 2016    |
| 6     | Die Bernadottes  | 26. Juli 2016    |
| 7     | Die Grimaldis    | 2. August 2016   |
| 8     | Die Coburger     | 13. Juni 2017    |
| 9     | Die Oranier      | 20. Juni 2017    |
| 10    | Die Glücksburger | 27. Juni 2017    |

### Mensch …!
Die Dokumentationsreihe befasst sich meist mit Personen, die ein hohes, meist politisches Amt innehatten oder weiterhin haben. Inzwischen sind aber auch Dokumentationen über andere Prominente entstanden, etwa Franz Beckenbauer oder Roland Kaiser.
| Folge | Episodentitel                                                | Erstausstrahlung   |
| ----- | ------------------------------------------------------------ | ------------------ |
| 1     | Mensch Putin! – Die Geheimnisse des russischen Präsidenten   | 17. Februar 2015   |
| 2     | Mensch Erdogan! – Die Geheimnisse des türkischen Präsidenten | 13. Dezember 2016  |
| 3     | Mensch Gauck! – Pastor, Präsident, Freiheitssucher           | 31. Januar 2017    |
| 4     | Mensch Schröder! – Eine deutsche Karriere                    | 7. März 2017       |
| 5     | Mensch Trump! – Provokateur, Populist, Präsident             | 7. November 2017   |
| 6     | Mensch Macron! – Aufsteiger, Reformer, Europäer              | 28. November 2017  |
| 7     | Mensch Franziskus! – Der unberechenbare Papst                | 13. März 2018      |
| 8     | Mensch Heino! – Der Sänger und die Deutschen                 | 11. Dezember 2018  |
| 9     | Mensch Merkel! – Widersprüche einer Kanzlerin                | 16. Juli 2019      |
| 10    | Mensch Beckenbauer! – Schau’n mer mal                        | 8. September 2020  |
| 11    | Mensch Schäuble! – Einheitsmacher, Streiter, Staatsmann      | 22. September 2020 |
| 12    | Mensch Gorbatschow!                                          | 23. Februar 2021   |
| 13    | Mensch Máxima! – Krone, Kinder und Karriere                  | 4. Mai 2021        |
| 14    | Mensch Merkel! – Kanzlerin von A–Z                           | 28. September 2021 |
| 15    | Mensch Roland Kaiser!                                        | 6. Dezember 2021   |
| 16    | Mensch Paul McCartney!                                       | 21. Juni 2022      |
| 17    | Mensch Gysi! Grenzgänger zwischen Ost und West               | 28. Juni 2022      |
| 1?    | Mensch Merz! Der Herausforderer                              | 16. April 2024     |
| 1?    | Mensch Pistorius! Zwischen Krieg und Frieden                 | 23. April 2024     |

### Das Jahrhunderthaus
Die Dokumentationsreihe zeigt, wie sich die Lebensumstände in Deutschland im 20. Jahrhundert veränderten.
| Folge | Episodentitel               | Erstausstrahlung |
| ----- | --------------------------- | ---------------- |
| 1     | Wie wir lebten              | 10. Mai 2016     |
| 2     | Wie wir liebten             | 17. Mai 2016     |
| 3     | Arbeit, Freizeit und Urlaub | 28. März 2017    |
| 4     | Essen, Trinken und Sport    | 4. April 2017    |

### Deutschlands große Clans
Die Dokumentationsreihe befasst sich mit berühmten europäischen Familienunternehmen.
| Folge | Episodentitel          | Erstausstrahlung   |
| ----- | ---------------------- | ------------------ |
| 1     | Die Oetker-Story       | 13. September 2016 |
| 2     | Die C&A-Story          | 20. September 2016 |
| 3     | Die Haribo-Story       | 27. September 2016 |
| 4     | Die Tchibo-Story       | 4. Oktober 2016    |
| 5     | Die Aldi-Story         | 26. September 2017 |
| 6     | Die Otto-Versand-Story | 10. Oktober 2017   |
| 7     | Die Volkswagen-Story   | 17. Oktober 2017   |
| 8     | Die Persil-Story       | 24. Oktober 2017   |
| 9     | Die Lidl-Story         | 25. September 2018 |
| 10    | Die Adidas-Story       | 2. Oktober 2018    |
| 11    | Die Bahlsen-Story      | 9. Oktober 2018    |
| 12    | Die Joop!-Story        | 10. März 2020      |
| 13    | Die 4711-Story         | 21. Juli 2020      |
| 14    | Die Deichmann-Story    | 31. März 2020      |

### Wie kam Hitler an die Macht?
Die zweiteilige Dokumentationsreihe basiert auf der Reihe Rise of the Nazis der BBC.
Beide Filme waren vor der Erstausstrahlung im ZDF ab 12. Januar 2021 online in der ZDF Mediathek verfügbar.
| Folge | Episodentitel         | Erstausstrahlung |
| ----- | --------------------- | ---------------- |
| 1     | Der Teufelspakt       | 12. Januar 2021  |
| 2     | Tödliche Verschwörung | 26. Januar 2021  |